# 武者陵司
武者 陵司（むしゃ りょうじ、1949年 - ）は、日本の投資ストラテジスト。株式会社武者リサーチ代表。ドイツ証券株式会社アドバイザー。

## 略歴
長野県出身。県立長野高校卒業。1973年横浜国立大学経済学部卒業後、大和證券株式会社に入社。調査部配属。企業調査アナリスト、繊維、建設、不動産、自動車、電機・エレクトロニクスを担当（1982年調査部の分離独立で大和証券経済研究所に出向、1989年大和総研設立により同社へ出向）、1988年より ニューヨーク駐在、大和総研アメリカでチーフアナリスト、米国のマクロ、ミクロ、市場を調査。1993年大和総研企業調査第二部長、1997年ドイツ証券（旧称：ドイチェ・モルガン・グレンフェル証券東京支店）調査部長兼チーフストラテジスト、2005年ドイツ証券東京支店副会長兼チーフ・インベストメント・アドバイザーを経て、2009年株式会社武者リサーチを設立。ドイツ証券株式会社アドバイザー、ドイツ銀行東京支店アドバイザー、ドイチェ・アセット・マネジメント株式会社アドバイザーに就任。

## 概要
分析の特徴は、論理性と独自性の追求にある。論理一貫、独立不羈、歴史的国際的視野をモットーとする。
手法として以下の3プロセスを挙げている。
1. 仮説の構築⇒グローバルかつ長期的・歴史的経済事実（データ）に基づき、最も説得力のある仮説の構築に全力を挙げる。
2. 仮説に基づき先入観や経済的利害を排除し、最も論理性のある展望と戦略（ソリューション）を提案する。
3. 事実と検証に基づく仮説の再構築⇒仮説の説明力、妥当性を過去の予測精度に基づいて検証し、より説明力の高い仮説を常に装備する。失敗も成功も過去の検証がより説明力の高い仮説構築の母となる。

ホームページで過去20年の予測と結果の履歴を公表している。

## 分析・主張・予測
過去の主な長期株価トレンド予測は以下の通り。
- 1990年から1999年までの米国復活と米国株式に強気意見。
- 1999年5月以降のバブル経済批判。
- 1997年以降2002年まで、日本株式に弱気意見。
- 2002年10月、2003年5月 日本に中長期強気転換。
- 2005年日本株式、米国株式に強気に。
- 2006年、「来年（2007年）には日経平均2万円台も視野に入ってくる」と主張した。
- 2007年7月以降日米株式に強気スタンス維持。
- 2008年末から世界恐慌回避、株価は鋭角回復へと主張。
- 2011年日本株の強いリバウンドを主張。
- 2012年3月の円安への揺れを短期的なものではなく「パラダイムシフト」と規定、20年来の超長期の円高が終焉したとする。2012年末には既に1ドル90円が視野に入るという。要因として①日本の貿易収支が赤字になるなど米にとって超円高維持の必要がなくなった ②恐慌の可能性がなくなったためリスク回避＝円選好も終焉した ③日本の金融政策の転換で円高の条件が消滅した…といった点をあげ、「失われた20年」を特徴付けた円高・デフレの悪循環は終焉したと発言。
- 2013年03月07日、日経平均株価はバブル期の最高値を超え、4万円まで上昇すると発言した。

## 東谷暁による評価
東谷暁は自著『エコノミストは信頼できるか』（2003年）においてエコノミスト25人を発言の一貫性等を基準に格付けし、武者をトップクラスのAaaと評価した。「IT革命騒動の際の的確な見通しには感嘆せざるを得ない」と主張。一方、『エコノミストを格付けする』（2009年）では、40人中最下位クラスのB3と評価。「ITバブル崩壊の際に、あれほど予想を的中させた武者氏が、今回のサブプライム問題では見る影もなく予想を外している。行う予想がほとんど裏目に出るというありさまだった」と主張した。

## 著書
- 『摩擦と再編の構図』  ( 教育社,1982年）
- 『アメリカ 蘇生する資本主義―日本の活性化に何が必要か』（東洋経済新報社,1993年11月）
- 『新帝国主義論―この繁栄はいつまで続くか』（東洋経済新報社,2007年4月）
- 『日本株大復活』（PHP研究所,2009年7月）
- 『「失われた20年」の終わりー地政学で診る日本経済』（東洋経済新報社,2011年5月）
- 『日本株「100年に1度」の波が来た！』（中経出版,2013年4月）
- 『超金融緩和の時代』（日本実業出版社,2013年6月）
- 『結局、勝ち続けるアメリカ経済一人負けする中国経済』（講談社＋α新書,2017年8月）
- 『史上最大の「メガ景気」がやってくる 日本の将来を楽観視すべき五つの理由』（角川書店,2018年6月）
- 『アフターコロナV字回復する世界経済』（ビジネス社,2020年6月）

## 出演
- ラジオNIKKEI 「ザ・マネー」
- ラジオNIKKEI 「マーケットプレス」
- 日経CNBC
- STOCKVOICE